# Milanovac (żupania pożedzko-slawońska)
Milanovac – wieś w Chorwacji, w żupanii pożedzko-slawońskiej, w gminie Velika. W 2011 roku liczyła 45 mieszkańców.